# 西波希米亚大学
西波希米亚大学 (捷克語：Západočeská univerzita v Plzni, ZČU)是位于捷克共和国比爾森州首府比尔森的一所公立大学，成立于1991年，拥有9个学院。

## 院系设置
- 应用科学院 （页面存档备份，存于） [FAV]
- 经济学院 （页面存档备份，存于） [FEK]
- 电机工程学院 （页面存档备份，存于） [FEL]
- 文哲学院 （页面存档备份，存于） [FF]
- 教育学院 （页面存档备份，存于） [FPE]
- 法学院 （页面存档备份，存于） [FPR]
- 机械工程学院 （页面存档备份，存于） [FST]
- 艺术设计所 （页面存档备份，存于） [UUD]